# St. Matthias (Breslau)

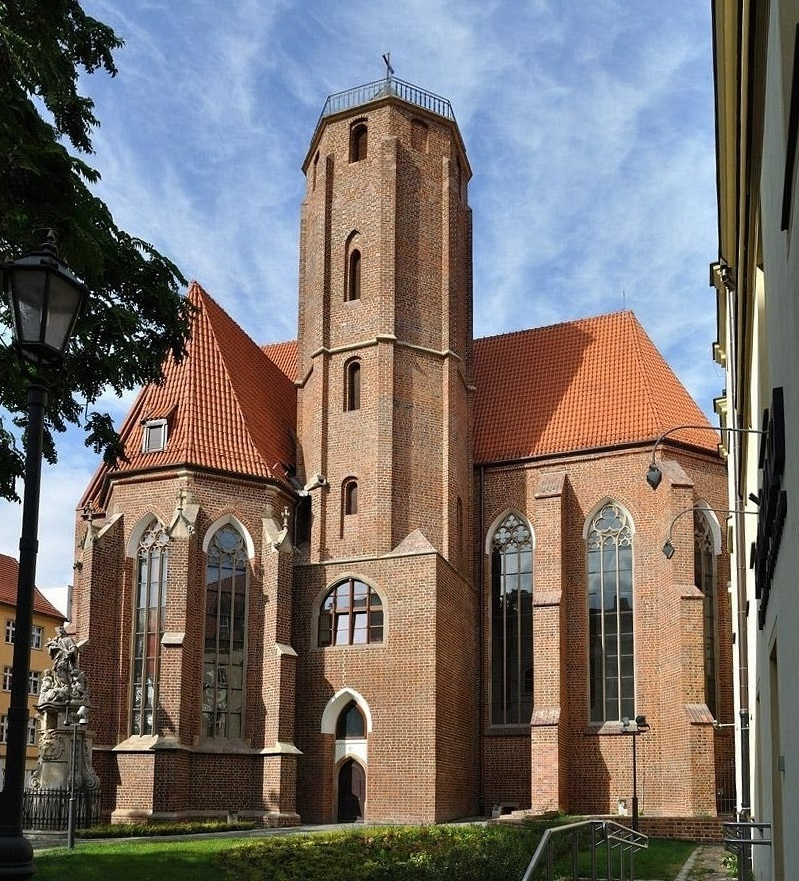
St. Matthias

Die römisch-katholische Rektoratskirche St. Matthias ist ein gotisches Kirchengebäude im Zentrum von Breslau.

## Geschichte
Die Kirche wurde um 1250 als Klosterkirche der Breslauer Niederlassung der Kreuzherren mit dem Roten Stern gebaut. Stifterin war Herzogin Anna, die Witwe Heinrichs des Frommen, die hier auch ihre letzten Lebensjahre verbrachte. Zum Klosterkomplex gehörte ein Hospital für Kranke, Arme und Waisenkinder.

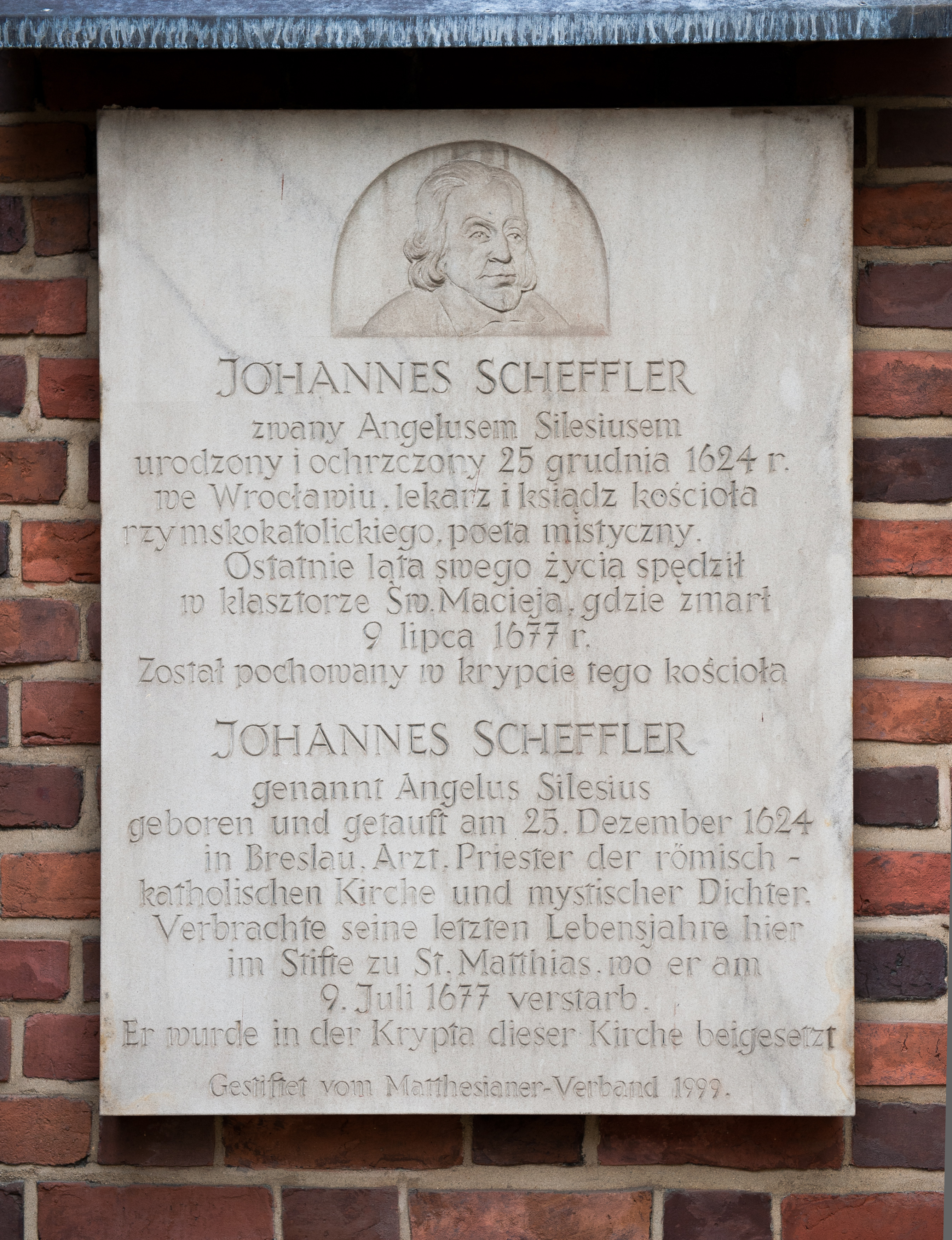
Gedenktafel für Angelus Silesius in St. Matthias

In St. Matthias wurde am 12. Juni 1653 Johannes Scheffler in die katholische Kirche aufgenommen und erhielt bei der Firmung den Firmnamen Angelus. Im Matthiasstift verbrachte er sein letztes Lebensjahrzehnt als Armenarzt und wurde nach seinem Tod 1677 in der Krypta der Kirche beigesetzt.
Die Kreuzherren betreuten auch die gleichnamige Pfarrei. Nach der Aufhebung des Klosters 1810 blieb St. Matthias Pfarrkirche, wurde aber in dieser Funktion 1819 von der größeren ehemaligen Jesuitenkirche abgelöst, die seitdem ebenfalls Matthiaskirche genannt wurde. Im Konventsgebäude war von 1811 bis 1945 das Matthias-Gymnasium untergebracht, seitdem das Ossolineum.
1854 wurde Johannes Schneider Kurat und von 1869 bis zu seinem Tod 1876 Pfarrer an St. Matthias.
Im Zweiten Weltkrieg schwer beschädigt, wurde die Kirche später originalnah wiederhergestellt.

## Architektur und Ausstattung
St. Matthias ist eine kreuzförmige Saalkirche aus Backstein. Der Glockenturm steht im Südostwinkel. Drei der vier Kreuzarme schließen mit polygonalen Apsiden. Von der historischen Ausstattung sind u. a. eine Renaissance-Kanzel und mehrere Barockaltäre erhalten. Die Statuen der Apostel Petrus und Paulus schuf Joseph Mattersberger 1818.